# La Boissière-de-Montaigu
La Boissière-de-Montaigu és un municipi francès situat al departament de Vendée i a la regió de País del Loira. L'any 2007 tenia 1.957 habitants.

## Demografia

### Població
El 2007 la població de fet de La Boissière-de-Montaigu era de 1.957 persones. Hi havia 752 famílies de les quals 168 eren unipersonals (88 homes vivint sols i 80 dones vivint soles), 252 parelles sense fills, 312 parelles amb fills i 20 famílies monoparentals amb fills.
La població ha evolucionat segons el següent gràfic:
Habitants censats

### Habitatges
El 2007 hi havia 827 habitatges, 760 eren l'habitatge principal de la família, 17 eren segones residències i 50 estaven desocupats. 785 eren cases i 12 eren apartaments. Dels 760 habitatges principals, 594 estaven ocupats pels seus propietaris, 159 estaven llogats i ocupats pels llogaters i 7 estaven cedits a títol gratuït; 4 tenien una cambra, 29 en tenien dues, 91 en tenien tres, 199 en tenien quatre i 437 en tenien cinc o més. 648 habitatges disposaven pel capbaix d'una plaça de pàrquing. A 321 habitatges hi havia un automòbil i a 397 n'hi havia dos o més.

### Piràmide de població
La piràmide de població per edats i sexe el 2009 era:
| Homes | Edats   | Dones |
| ----- | ------- | ----- |
| 0     | 95 o +  | 0     |
| 0     | 90 a 94 | 4     |
| 8     | 85 a 89 | 8     |
| 16    | 80 a 84 | 16    |
| 8     | 75 a 79 | 40    |
| 44    | 70 a 74 | 12    |
| 16    | 65 a 69 | 48    |
| 44    | 60 a 64 | 40    |
| 28    | 55 a 59 | 40    |
| 32    | 50 a 54 | 24    |
| 80    | 45 a 49 | 44    |
| 84    | 40 a 44 | 72    |
| 44    | 35 a 39 | 60    |
| 40    | 30 a 34 | 52    |
| 80    | 25 a 29 | 48    |
| 72    | 20 a 24 | 40    |
| 48    | 15 a 19 | 80    |
| 72    | 10 a 14 | 76    |
| 28    | 5 a 9   | 28    |
| 44    | 0 a 4   | 44    |

## Economia
El 2007 la població en edat de treballar era de 1.282 persones, 1.044 eren actives i 238 eren inactives. De les 1.044 persones actives 981 estaven ocupades (551 homes i 430 dones) i 63 estaven aturades (17 homes i 46 dones). De les 238 persones inactives 92 estaven jubilades, 74 estaven estudiant i 72 estaven classificades com a «altres inactius».

### Ingressos
El 2009 a La Boissière-de-Montaigu hi havia 786 unitats fiscals que integraven 2.055 persones, la mediana anual d'ingressos fiscals per persona era de 17.230 €.

### Activitats econòmiques
Dels 68 establiments que hi havia el 2007, 2 eren d'empreses alimentàries, 7 d'empreses de fabricació d'altres productes industrials, 15 d'empreses de construcció, 10 d'empreses de comerç i reparació d'automòbils, 3 d'empreses de transport, 3 d'empreses d'hostatgeria i restauració, 2 d'empreses d'informació i comunicació, 8 d'empreses financeres, 3 d'empreses immobiliàries, 9 d'empreses de serveis, 1 d'una entitat de l'administració pública i 5 d'empreses classificades com a «altres activitats de serveis».
Dels 18 establiments de servei als particulars que hi havia el 2009, 1 era una oficina bancària, 2 tallers de reparació d'automòbils i de material agrícola, 2 paletes, 4 guixaires pintors, 3 fusteries, 3 lampisteries, 2 perruqueries i 1 restaurant.
Dels 3 establiments comercials que hi havia el 2009, 1 era una botiga de més de 120 m², 1 una fleca i 1 una botiga de material esportiu.
L'any 2000 a La Boissière-de-Montaigu hi havia 62 explotacions agrícoles que ocupaven un total de 2.294 hectàrees.

## Equipaments sanitaris i escolars
L'únic equipament sanitari que hi havia el 2009 era una farmàcia.
El 2009 hi havia una escola elemental.

## Poblacions més properes
El següent diagrama mostra les poblacions més properes.